# Буддизм в Китае
Вошёл в так называемый комплекс Сань цзяо (кит. — три религии) — три основных религии Китая: конфуцианство, буддизм и даосизм.

## История проникновения буддизма

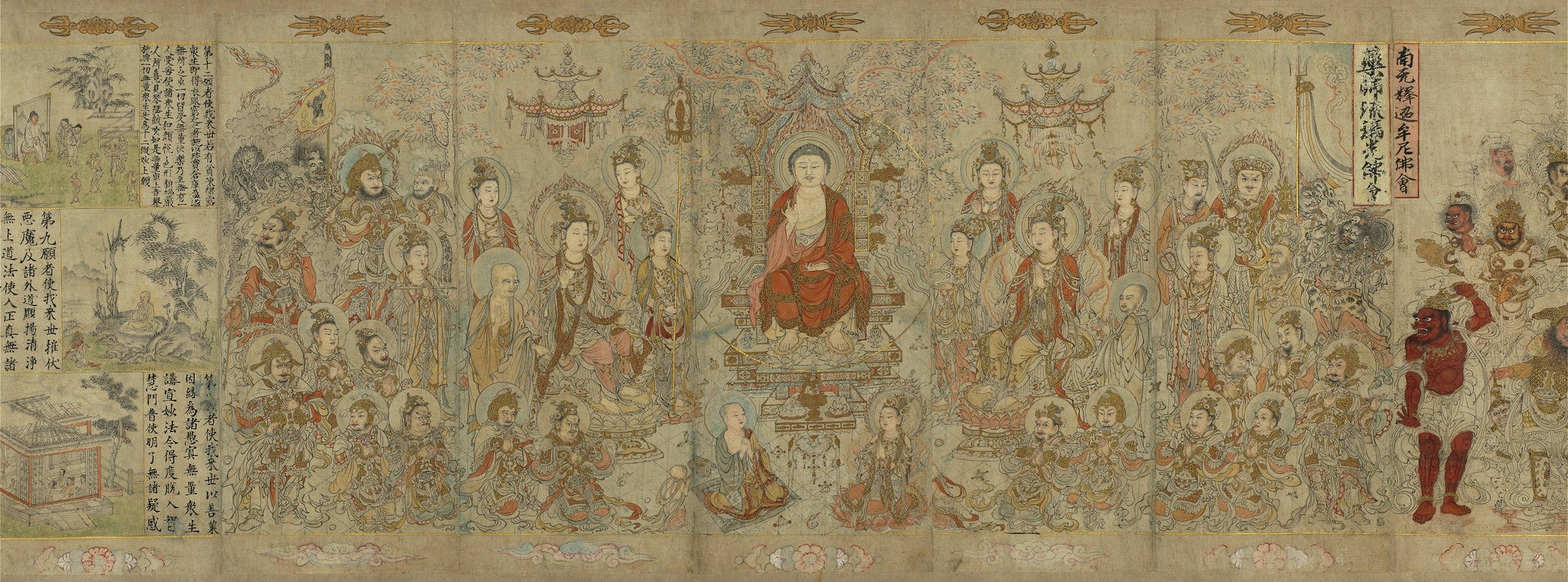
Будда Шакьямуни обучает. Чан Шэнвэнь, Юньнань, 1200.

### Первые сведения о буддизме в Китае
Буддизм стал проникать в Китай на рубеже н. э. Существовали предания о появлении там буддистских проповедников ещё в III веке до н. э., однако они не могут считаться достоверными.
Буддизм появился в Китае, когда там уже давно существовали конфуцианство и даосизм. Как отмечает Б. У. Китинов, «учение Будды в известной мере противоречило конфуцианским нормам этики и поведения (культ семьи, императора) и даосским методикам духовного оздоровления (в целях реализации потенциала бессмертия). Уникальность буддизма состояла, в частности, в разработке теории воздаяния (закон кармы) и учении о достижении запредельного состояния (нирваны)».
Первыми распространителями буддизма были купцы, приходившие в Китай по Великому шёлковому пути из Кушанского царства.
Монахи-миссионеры, вначале из Центральной Азии (Локакшема), а позднее — из Индии, появляются в Китае до II—III веков.
Уже к середине II века с буддизмом знакомится императорский двор, о чём свидетельствуют жертвоприношения Лао-цзы (основателю даосизма) и Будде, совершенные императором Хуань-ди в 165 году. По преданию, первые буддийские сутры были привезены на белой лошади в Лоян, столицу империи Восточная Хань, в царствование императора Мин-ди (57—75); здесь же позднее появился первый в Китае буддийский монастырь — Байма-сы (Храм Белой лошади).
В качестве особого обстоятельства, способствовавшего распространению буддизма в Китае, Б. У. Китинов отмечает восприятие его китайцами как преобразованного даосизма: по одной из легенд, буддизм — это видоизменившееся учение Лао цзы, основателя даосизма, который некогда ушел на запад, добрался до Индии и распространил там своё учение. И в дальнейшем особо отмечалось взаимопроникновение этих двух религий.
В конце I века зарегистрирована деятельность буддистов ещё в одном городе восточноханьской империи — Пэнчэне. В начале II века была составлена «Сутра 42 статей» — первая попытка изложения на китайском языке основ буддийского учения.

### Ань Шигао
Основоположником буддийской традиции в Китае считается парфянский монах Ань Шигао, прибывший в Лоян в 148. С помощью группы китайских помощников Ань Шигао перевёл на китайский язык около 30 буддийских сочинений. Всего в Лояне в конце II века над переводами буддийских сутр трудились около десяти иностранных монахов. Тогда же в хрониках появляются первые упоминания о массовых религиозных празднествах, устраивавшихся буддийскими монастырями. Однако ещё на протяжении столетия буддизм в Китае не пользовался официальным признанием, несмотря на постоянный приток иностранных миссионеров и растущую популярность.

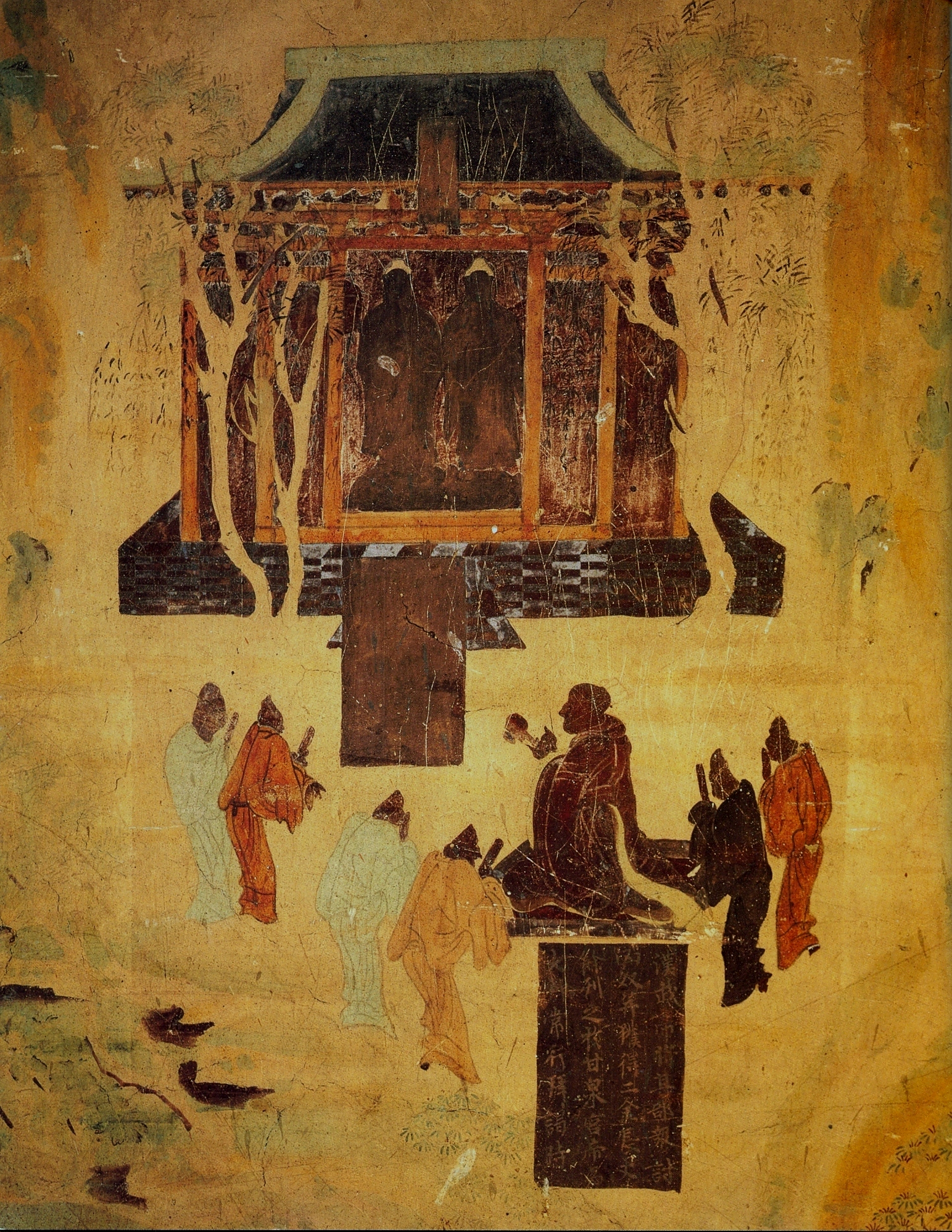
Император Хань У-ди (156—87 годы до н. э.) совершает ритуал с двумя статуями Будды, пещеры Мохао, Дуньхуан, VIII век

### Смутное время
Кардинальные сдвиги в положении буддизма в Китае произошли в IV веке, когда эта религия завоевала благосклонность правящих верхов страны. Успеху буддийской проповеди способствовала обстановка смутного времени и кризиса традиционной китайской
идеологии. В государствах Южного Китая буддистский идеал был воспринят в основном как иллюстрация традиционной для китайской мысли идеи «отрешения от мирской суеты», чрезвычайно модной среди аристократов того времени. Особую популярность среди образованных слоёв тогдашнего китайского общества приобрела доктрина праджняпарамиты с её проповедью недуальности нирваны и сансары и внутренним самообнаружением человеком его подлинной природы.
Насколько можно судить по первым переведённым буддийским текстам, первоначально в Китае проповедуется буддизм переходного типа от хинаяны к махаяне, и особое внимание уделяется практике медитации. Позднее в Китае утверждается буддизм в форме махаяны. Первоначально буддизм воспринимался в Китае как одна из форм национальной китайской религии — даосизма.
Это привело к возникновению легенды о «просвещении варваров», смысл которой в том, что ушедший на Запад основатель даосизма Лао-цзы якобы стал в Индии учителем Будды и подлинным основателем буддизма. Этой легендой пользовались даосы в своей полемике с буддистами. Подобное восприятие буддизма отразилось и в первых переводах на китайский язык буддийских сутр: в них зачастую индийский термин передавался через то или иное понятие даосской философии, что оказало значительное влияние на трансформацию буддизма в Китае. Например, бодхи (просветление) передавалось термином «дао» — путь (этим же термином передавались понятия «марга» и «патха»), а нирвана — даосским понятием «у-вэй» — недеяние.
В первом тысячелетии н.э. в Китае сложился Китайский буддийский канон, куда вошли как переводные с санскрита и пали сочинения, пришедшие из Индии, так и оригинальные китайские сочинения на буддийскую тематику.

### Даоань
Наибольший вклад в развитие буддизма внёс монах Даоань (312—385), который, помимо комментаторской и миссионерской деятельности, создал образцовый монастырский устав, ввёл культ будды Майтреи, один из самых распространённых в раннесредневековом Китае, а также положил начало обычаю присваивать всем буддийским монахам фамилию Ши (от Шакья — племя,
из которого происходил Будда). Ученик Даоаня монах Хуэйюань успешно защищал тезис о неподвластности буддийской сангхи правителю и основал культ будды Амитабхи, ставшего популярнейшим буддийским божеством на Дальнем Востоке.

### Кумараджива
В Северном Китае, подвергшемся в то время нашествию ряда кочевых племён, буддийская религия немало выиграла от смешения различных этносов, а в буддийские проповеди большое значение приобрела магия, близкая шаманистским верованиям кочевников. На Севере буддизм с самого начала развивался под строгим контролем императорской власти. Виднейшим буддийским проповедником на Севере был индийский монах Кумараджива (начало V века), заложивший основы классической школы перевода буддийской литературы на китайский язык. Начался период «индианизации» китайского буддизма, старательного усвоения буквы буддийского канона, более строгого размежевания китайских буддистов с традициями китайской мысли. Для V-VI веков традиция различает в Китае шесть буддийских школ, группировавшихся вокруг индийского учителя и определённого свода текстов.

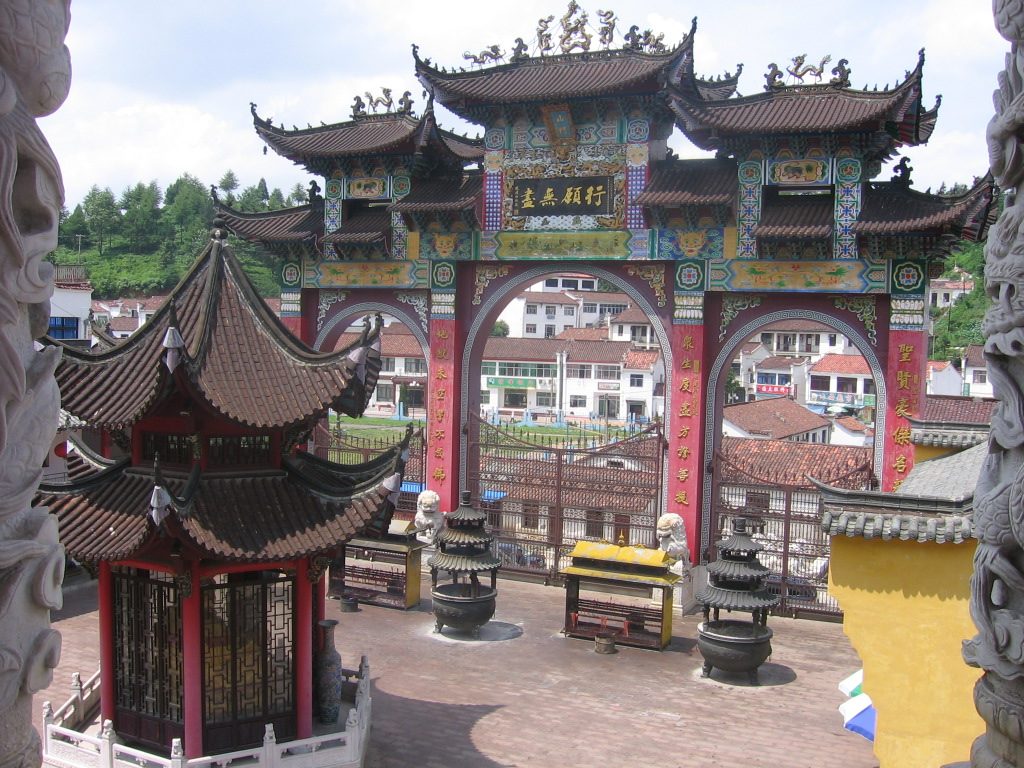
Ворота храма на горе Цзюхуа а провинции Аньхой.

В 400 году образовалась даосская школа Линбао, которая переняла из буддизма учение о воздаянии и космогонию, даосские и буддийские школы стали сближаться.
Ученик Кумарадживы Даошэн (ум. в 434) первым выдвинул чрезвычайно влиятельное в дальневосточном буддизме учение о присутствии природы Будды во всех живых существах и о возможности спасения для каждого посредством «внезапного просветления».

### Династия Лян
К VI веку буддизм стал в Китае господствующим течением и фактически приобрёл статус государственной религии. Этому способствовал император У-ди династии Лян.
Буддийские монастыри превратились в крупных земельных собственников; богатые монастыри давали деньги в рост. Буддизм в Китае не вытеснил традиционные китайские учения — конфуцианство и даосизм, а составил единый комплекс «трёх религий» (сань цзяо), где каждое учение как бы дополняло два других. Считалось, что учение Будды выражает «внутреннюю», «сокровенную» сторону наследия древних китайских мудрецов. Одновременно определилось место буддизма в традиционной обрядности китайцев: в ведении буддистов оказались почти исключительно заупокойные обряды.
Под влиянием буддистов с VI века приобрёл популярность праздник поминовения усопших в середине 7-го месяца по китайскому календарю, сопровождавшийся молебнами во спасение всех «бесприютных» душ. Другим популярным буддийским праздником стал день рождения Будды, отмечавшийся в 8-й день 4-го месяца. В быт китайцев также прочно вошёл буддийский обряд «освобождения живности» — отпуская на волю рыб и птиц.

## Развитие буддизма
В конце VI века — начале VII века за довольно короткий период сформировались основные школы собственно китайского буддизма, определившие своеобразие буддийской традиции на Дальнем Востоке. 

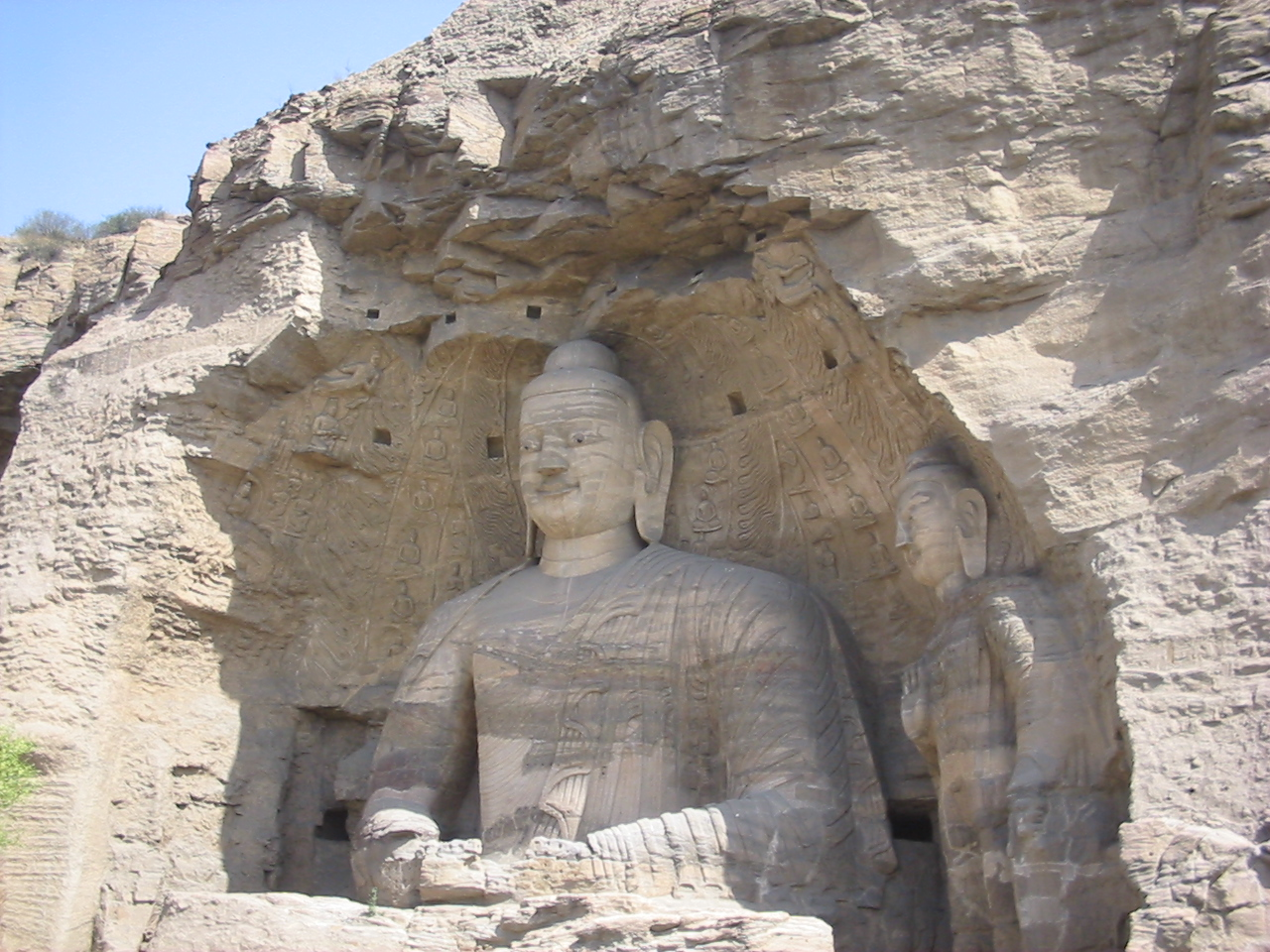
Исполинская статуя Будды в Юньгане (V в. н. э.).

Их можно разделить на три основные группы:
- 1) школы трактатов, базирующиеся на одной из индийских шастр (трактатов) или группе шастр и занимающиеся по преимуществу философской проблематикой. К ним относятся такие школы, как Саньлунь-цзун (школа Трёх трактатов), Шэлунь-цзун (школа трактата Махаяна Санграха) и Фасян-цзун (школа признаков дхарм, базирующаяся в основном на трактате «Виджняптиматра сиддхи шастра», «Чэн вэй ши лунь»); название этой школы — Вэйши-цзун (школа учения о «только сознании»);
- 2) школы сутр (цзин-цзун), то есть школы, базирующиеся на том или ином доктринальном тексте, приписываемом традицией Будде и считающемся в данной традиции высшим выражением буддийской истины. К ним относятся такие не имеющие индийских аналогов школы, как Тяньтай-цзун (школа горы Тяньтай), основанная на учении Саддхармапундарика-сутры (кит. Фахуа-цзин) и Хуаянь-цзун (школа Аватамсака-сутры), основанная на учении одноимённой сутры (кит. Хуаянь-цзин). Хотя школы данного типа основывались не на философском, а на религиозно-доктринальном тексте, тем не менее они зачастую занимались и теоретическими философскими проблемами, разработав сложные системы, не сводимые к учению того или иного индийского текста;
- 3) школы дхьяны (чань-цзун), уделявшие внимание преимущественно практике буддийской психотехники, медитации, йоге. К этой группе прежде всего относится специфически китайская школа чань, с известными оговорками к ней можно также отнести школу мантр — молитвенных заклинаний (чжэньянь-цзун), представлявшую в Китае начиная с VIII века, тантрический буддизм (ваджраяна, цзиньган чэн), который не получил здесь, однако, значительного распространения, и школу винаи (люй-цзун), занимавшуюся разработкой вопросов монашеской дисциплины.

Некоторые из этих школ разрабатывали доктрину преимущественно созерцательного характера, учение же других отличалось акцентом на
вере и религиозной практике. Среди «созерцательных» школ китайского буддизма на первых порах доминировала школа Тяньтай (по названию горы в провинции Чжэцзян, где находился главные монастырь школы), основанная монахом Чжии (538—597). Эта школа проповедовала взгляд на мир как на совершенное целое, идею взаимопроникновения явленного и сущностного, возможность спасения в этой жизни и спасения всех живых существ. Чжии разработал четырёхступенчатую иерархию основных направлений буддизма, соответствовавших разным уровням просветлённости сознания, и стремился свести воедино буддийские толки на севере и юге Китая.
Ту же ориентацию на создание всеобъемлющего синтеза буддийской мысли унаследовала школа Хуаянь. Основоположником этой школы считается монах Душунь (557—640).
Среди школ религиозной практики наибольшим влиянием по сей день пользуется школа Цзинту («чистой земли»), декларирующая спасение верой в будду Амитабху, владыку буддийского рая — «чистой земли». В основе мировоззрения и практики этой школы лежала доктрина «думания о Будде» (нянь-фо), предполагавшая, что молитвы Амитабхе и даже одно произнесение его имени способны даровать перерождение в блаженном царстве «чистой земли».
Название другой распространённой школы буддийской практики — чань — восходит к санскр. «дхьяна», что значит созерцание, медитация. Последняя всегда занимала важное место в практике буддизма, но для приверженцев чань она превратилась в самоцель. Эта школа, основанная, по преданию, индийским проповедником Бодхидхармой (кит. Дамо) в середине VI века, отвергла изучение сутр и всякий ритуал. Медитацию наставники чань трактовали по-новому — как спонтанное самораскрытие «истинной природы» человека в его эмпирическом существовании. В отличие от прочих буддийских школ чаньские учителя высоко ценили физический труд, особенно труд в коллективе. Будучи наиболее китаизированной формой буддизма, школа чань оказала огромное влияние на китайское искусство.
Наконец, в VIII-IX веках на теорию и практику китайского буддизма заметное влияние оказывал тантризм (см. Тантра).
В течение длительного времени буддизм пользовался покровительством императорского двора, однако в 845 император У-цзун стал инициатором суровых гонений на буддизм, целью которых был подрыв экономической самостоятельности сангхи и сокращение её численности. В середине IX века позиции сангхи были подорваны в результате действий правительств, репрессий, и вскоре начинается её медленный, но неуклонный упадок. Буддийская традиция во многом утратила былую творческую энергию и своё особое место в общественной и культурной жизни. С одной стороны, сангха становится инструментом государственной политики, находящимся под строгим контролем властей: государственная администрация устанавливала квоты и даже экзамены для желавших принять монашеский постриг, прикрепляла монахов к определённому монастырю, а наиболее заслуженным из них жаловали особые знаки отличия: существовала сеть административных органов, осуществлявших надзор за монашеством. С другой стороны, буддизм почти слился с народной религией, а буддийские институты стали служить интересам отдельных социальных организаций и групп — влиятельным семействам, деревенским общинам, профессиональным
объединениям и т. п. Всё большее значение приобретает буддийская религиозная практика — «памятование о будде» (молитва, обращённая к будде Амитабхе) и чаньское учение о «мгновенном просветлении».
С другой стороны, на уровне народной религии буддизм вступает в активное взаимодействие с популярными верованиями, внеся значительный вклад в становление китайского религиозного синкретизма, а ряд персонажей буддийского пантеона (Амитофо — Амитабха; Гуаньинь — женская форма Авалокитешвары) превращаются в наиболее почитаемых в народе божеств. В позднее средневековье элементы буддийские учения включаются в мировоззренческие системы ряда религиозных сект (в особенности эсхатологические мотивы пришествия Милэфо — Будды Майтреи).
С XII века появились оппозиционные секты, которые основывались на буддийских идеях, в части, учении о конце света и приходе
нового Будды, но проповедовали идеал «монашества в миру» и отрицали официальный буддизм. Среди этих сект (школ), нередко называемых постбуддийскими, наибольшую известность получила секта Белого лотоса, предрекавшая скорую мировую катастрофу и наступление эры Белого Солнца. Так в эпоху позднего средневековья главные импульсы развития буддизма переместились за пределы официальных буддийских институтов. Буддизм оказал сильное влияние на философию, литературу и искусство Китая. Буддисты познакомили Китай с индийской логикой, математикой, астрономией, медициной. Буддийскими идеями вдохновлялись многие писатели и поэты (Се Линъюнь, Ван Вэй, Ли Бо, У Чэнъэнь и др.). Сам процесс распространения буддизма в Китае и формирование китайской буддийской традиции является примером плодотворного взаимодействия между культурами Индии и Китая. Из Китая буддизм распространился в другие страны Дальневосточного региона: Корею, Японию и Вьетнам, где лёг в основу дальневосточной региональной формы этой мировой религии.

## Современное состояние буддизма
Революционные преобразования в Китае вызвали к жизни и обновленческие движения внутри сангхи. После свержения в 1911 монархического строя появились буддийские школы нового типа, различные монашеские ассоциации и светские буддийские общества, однако единая общекитайская организация буддистов так и не была создана, а численность монашествующих осталась крайне незначительной: в 1931 в Китае насчитывалось лишь 738 тысяч монахов и монахинь. После образования в 1949 КНР китайским буддистам была гарантирована свобода совести. В то же время земельные владения буддийских монастырей были конфискованы, а большая часть монахов и монахинь возвращена в мир.
В мае 1953 в КНР была создана Буддийская ассоциация Китая. В состав её руководящего органа вошли 93 представителя буддийских общин, в том числе 23 человека от Тибета. Генеральным секретарём ассоциации был избран мирянин Чжао Пучу. По официальным оценкам, Буддийская ассоциация Китая в конце 50-х гг. объединяла 500 тыс. монахов и 100 млн верующих мирян. Руководители ассоциации поддерживали регулярные контакты с буддистами Японии и стран Юго-Восточной Азии. С началом «культурной революции» в 1966 все буддийские храмы и монастыри в Китае были закрыты, а монахи отправлены на «перевоспитание». Деятельность Буддийской ассоциации Китая официально возобновилась в 1980, в последующие годы были восстановлены крупнейшие буддийские монастыри, открыты Буддийская академия и ряд монастырских школ, готовящих кадры буддийского духовенства.
Представители ассоциации регулярно участвуют в работе международных буддийских форумов. В последние годы в КНР заметно усилился интерес широких слоёв общества к буддийской религии, возросло число лиц, посещающих буддийские храмы и совершающих в них поклонения.
В 1991 году китайские власти начали проводить политику «патриотического воспитания», которая заключалась в том, что буддийские монахи должны были «отречься от Далай-ламы XIV и изучать коммунистические политические тексты». Появились и другие трудности для буддистов. Так, в ряде случаев власти Китая отказывались пропускать тибетских паломников в Непал и Индию, а также выдавать некоторым буддийским деятелям паспорта. Кроме того, согласно докладу Государственного департамента США от 2009 года, в Китае происходили отдельные случаи «произвола в арестах и задержаниях тибетцев» по различным религиозным причинам, например, по причине противодействия религиозной политике властей, по причине «шпионажа в пользу Далай-ламы XIV» и другим. Правительство КНР также провело изменения в процедуре определения буддистами перерождённого Панчен-ламы, в результате которых перерождённого Панчен-ламу стало определять само правительство.
По состоянию на 2011 год любая деятельность буддийских общин в КНР, как и общин четырёх других признанных властями религий, находится «под жёстким контролем и наблюдением».

## Буддийские организации
- Буддийская Ассоциация Китая
- Буддийская Ассоциация Гонконга
- Фо Гуан Шань